# Телеграф

Приймальний апарат Морзе.

Опис телеграфу часів Російської імперії.

Телегра́ф (дав.-гр. τῆλε — «далеко» та γρᾰ́φω — «пишу») в сучасному значенні — засіб передавання інформації по дротах або інших каналах електронного зв'язку.

## Примітивні види зв'язку
З давніх часів людство користувалося різними примітивними видами сигналізації та зв'язку в цілях надшвидкого передавання важливої інформації в тих випадках, коли з певних причин традиційні види поштових повідомлень не могли бути використані. Вогні, запалювані на піднесених ділянках місцевості, або ж дим від багать міг оповістити про наближення ворогів або про стихійне лихо, що насувається. Цей спосіб досі використовується тими, хто заблукав у лісі або туристами, котрі передчувають стихійне лихо. Деякі племена і народи використовували для цих цілей певні комбінації звукових сигналів від ударних (наприклад там-тами та інші барабани) і духових (мисливський ріг) музичних інструментів, інші навчилися передавати певні повідомлення, маніпулюючи відбитим сонячним світлом за допомогою системи дзеркал. В останньому випадку система зв'язку отримала найменування «геліограф», який став примітивним світловим телеграфом.
Проте, однією з найгеніальніших стародавніх версій телекомунікації, яка мала на меті передавати точніші значення, був гідравлічний телеграф, що використовувався у Стародавній Греції приблизно у 350 році до н.е. Винахід приписують Енею Тактику, давньогрецькому письменнику і фахівцю з військових особливостей ведення бою того часу. Його суть полягала в наявності у кореспондентів місткостей, наповнених однаковою кількістю води. Всередині них плавали таблички, на яких були написані однакові повідомлення, фактично формалізовані повідомлення, які стосувалися воєнної справи. Сигнал на передачу іншій людині подавався за допомогою вогню. Одночасно обоє відкривали крани і дозволяли воді витікати. Мета полягала в тому, щоб в обох місткостях був однаковий рівень води, і при припиненні сигналізації вогнем, в обох кореспондентів на плавучій табличці були однакові повідомлення. Дещо пізніше британський інженер-будівельник Френсіс Вішоу, створив іншу систему, що також використовувала воду для спілкування на відстані. Ця складніша система з'єднувала два пристрої за допомогою труб і використовувала зміни тиску для зміни рівня води в приймальному пристрої, передаючи повідомлення через ці рівні води.

## Оптичний телеграф
Опти́чний або  семафо́рний телегра́ф, також телеграф Ша́ппа — система передачі інформації на далекі відстані за допомогою світлових сигналів. Система була винайдена у 1792 році французьким вченим Клодом Шаппом і набула популярності в кінці XVIII ст. на початку XIX ст.. Семафорний телеграф був передвісником електричного телеграфу.
Похідними від семафорного телеграфу є семафорна азбука і геліограф.

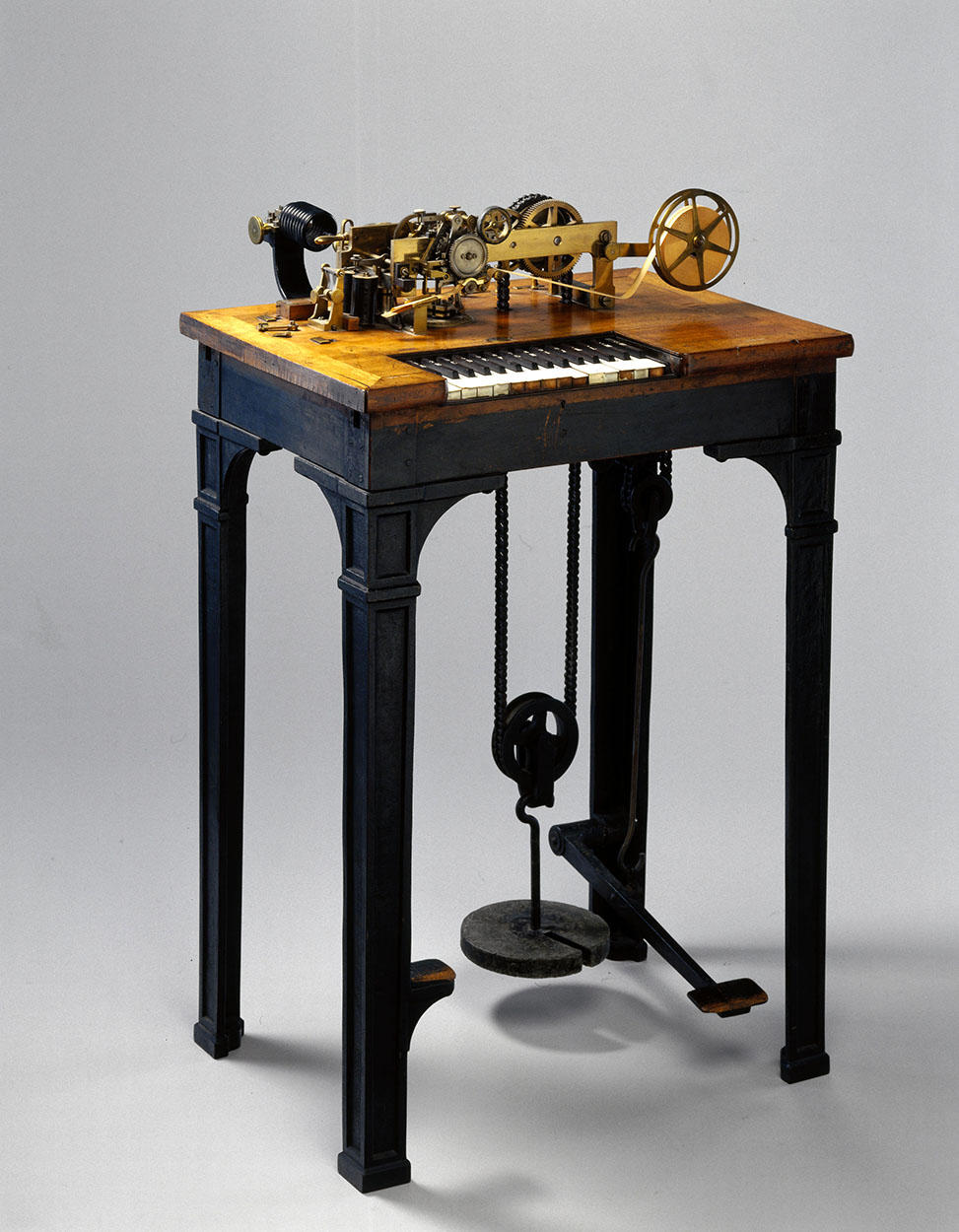
Друкувальний телеграфний апарат Девіда Е. Г'юза 1860 року (з експозиції Музею науки)

## Електричний телеграф

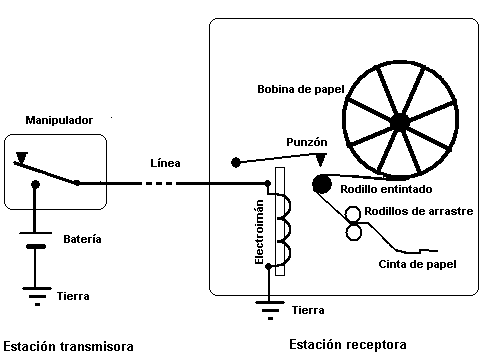
Схема електромеханічного телеграфа

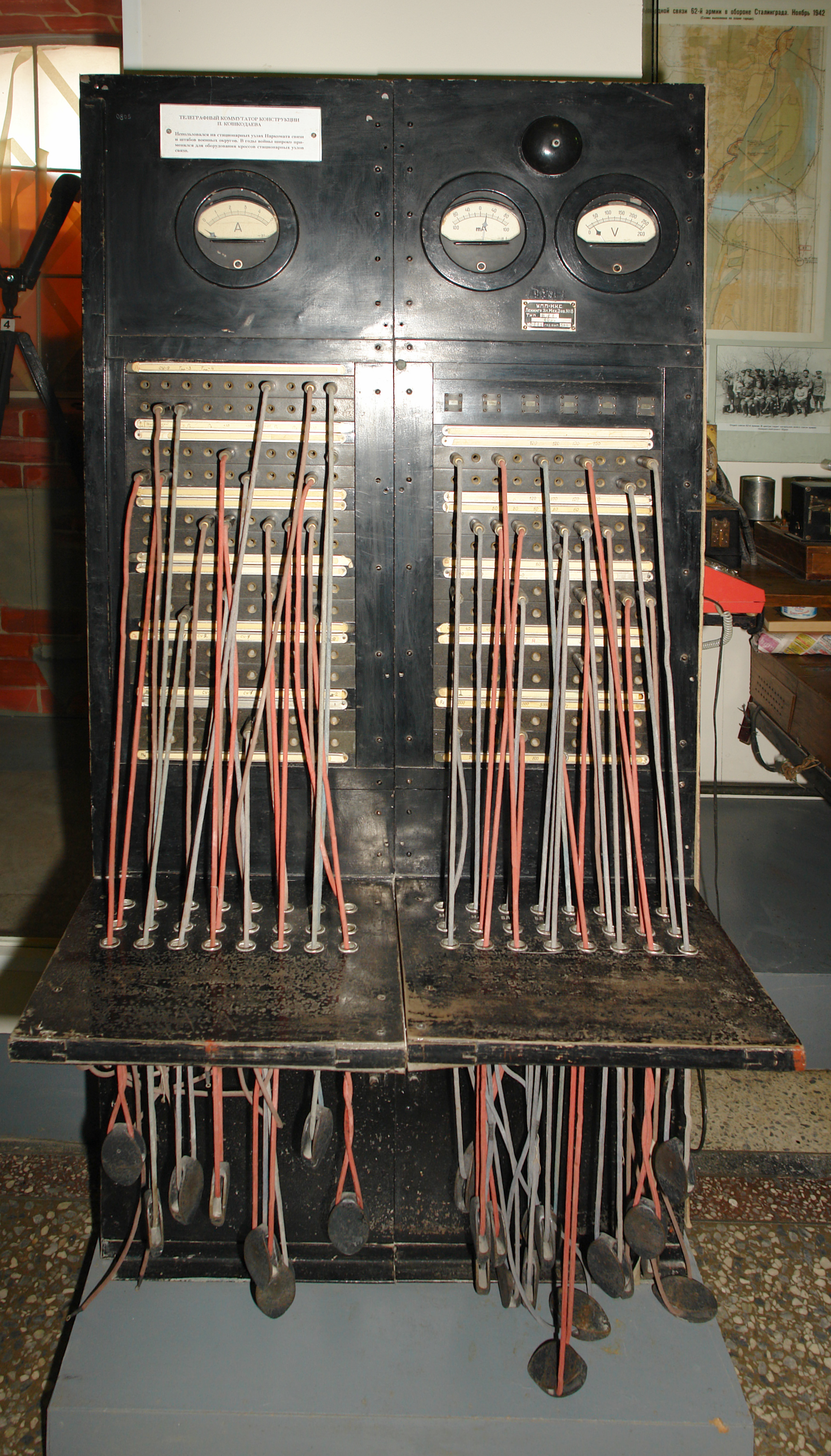
Телеграфний комутатор конструкції П. Кошкодаєва. Використовувався на стаціонарних вузлах Наркомата зв'язку і штабів військових округів. В роки радянсько-німецької війни широко застосовувався для обладнання кросів стаціонарних вузлів зв'язку (Військово-історичний музей артилерії, інженерних військ і військ зв'язку, Санкт-Петербург)

У травні 1844 року на конвенті Демократичної партії в Балтиморі Джеймса Полка висунули кандидатом на пост президента США. Інформація про дебати делегатів тоді вперше передавалася телеграфом у Вашингтон. У 1858 році був встановлений трансатлантичний телеграфний зв'язок. Потім проклали кабель в Африку, що дозволило в 1870 році встановили прямий телеграфний зв'язок Лондон — Бомбей (через релейну станцію в Єгипті і на Мальті).

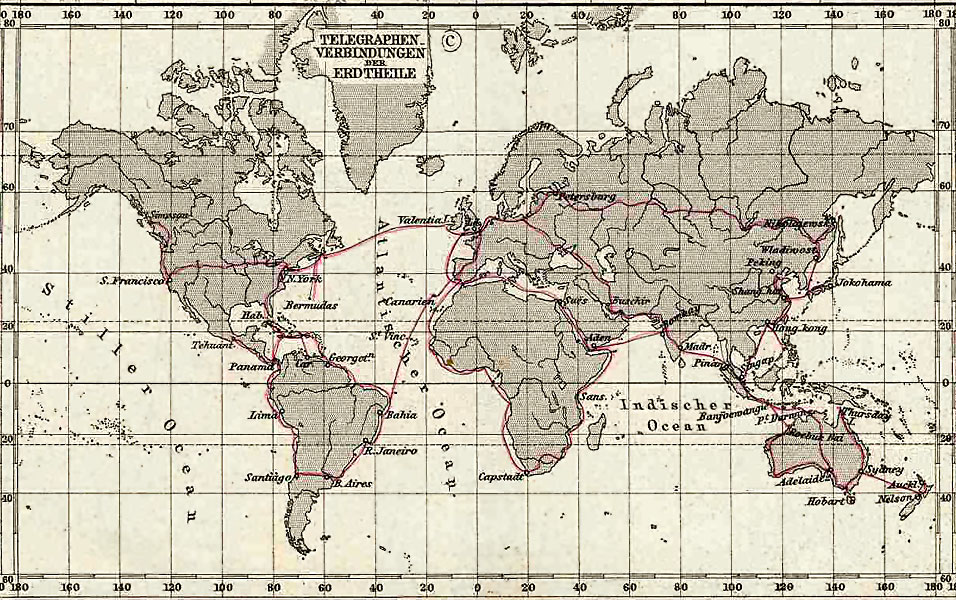
Основні телеграфні лінії на 1891 рік.

### В Україні
Вперше ґрунтовне упорядкування поштового відомства пройшло в 1802 році, коли його приєднали до міністерства внутрішніх справ Російської імперії. Існуюче доти часу поштове управління перетворене в поштовий департамент, а по країні вводиться чітка градація всіх поштових установ на поштамти, губернські і городові (пізніше повітові) поштові контори, а також поштові експедиції. Новий етап — у 1885 році відбувається об'єднання поштових і телеграфних установ і створюється ціла розгалужена мережа принципово нових закладів зв'язку — в містах і значних містечках — поштово-телеграфні контори, в невеликих містечках і великих селах — поштово-телеграфні відділення або прості поштові відділення Поштово-телеграфна контора]. 1854 році в Російській імперії була введена в експлуатацію дротова телеграфна лінія Москва — Київ, а вже кілька років по тому від Києва телеграфна мережа як павутиння покрила всю Україну. В 1866 році було створено Житомирське телеграфне відділення, до складу якого ввійшла заснована того ж року телеграфна станція в Кам'янці-Подільському. Незабаром такі ж станції з'явилися й в інших містах Подільської губернії, у тому числі й у Проскурові. У 1882 році у Проскурові діяли вже дві телеграфні станції: державна й залізнична.

## Фототелеграф
В 1902 році німецьким фізиком Артуром Корном (нім. Arthur Korn) була запатентована технологія фотоелектричного сканування, що одержала згодом назву телефакс. Передане зображення закріплювалося на прозорому обертовому барабані, промінь світла від лампи, що переміщається вздовж осі барабана, проходив крізь оригінал і через розташовані на осі барабана призму та об'єктив попадав на селеновий фотоприймач. Ця технологія дотепер застосовується в барабанних сканерах.

## Радіотелеграф
Радіотелеграф — пристрій, функцією якого є передавання текстової інформації по радіо з допомогою азбуки (кода) Морзе або іншого кода.

## Телеграф сьогодні
У зв'язку з фізичною та моральною застарілістю обладнання телеграфного зв’язку, відсутність його підтримки з боку виробників Укртелеком з 1 березня 2018 року припинив надання послуг телеграфного зв’язку в Україні для всіх категорій споживачів.
15 липня 2013 року припинив існування індійський національний телеграф, запущений ще британськими колоністами, який пропрацював понад 160 років. Рішення призупинити даний сервіс було ухвалене державним постачальником телекомунікаційних послуг BSNL (Bharat Sanchar Nigam Limited), єдиним в Індії телеграфним оператором, через нерентабельність.
У 2017 році телеграф був закритий в Бельгії. У той же час, станом на 2018 рік, в Канаді, Німеччині, Швеції, Японії деякі компанії все ще надають послуги з відправлення і доставки традиційних телеграфних повідомлень.